# Виборчий округ 155
Виборчий округ 155 — виборчий округ в Рівненській області. В сучасному вигляді був утворений 28 квітня 2012 постановою ЦВК №82 (до цього моменту існувала інша система виборчих округів). Окружна виборча комісія цього округу розташовується в приміщенні Дубровицької районної державної адміністрації за адресою м. Дубровиця, вул. Воробинська, 16.
До складу округу входять місто Вараш, а також Володимирецький, Дубровицький, Зарічненський і Рокитнівський райони. Виборчий округ 155 межує з округом 64 на сході, з округом 65 на південному сході, з округом 156 на півдні, з округом 23 на заході та обмежений державним кордоном з Білоруссю на півночі. Виборчий округ №155 складається з виборчих дільниць під номерами 560049-560104, 560248-560345, 560734-560776, 560879-560893 та 561012.

## Народні депутати від округу
| Ім'я                      | Фото | Партія               | Скликання | Дата набуття повноважень | Дата припинення повноважень |
| ------------------------- | ---- | -------------------- | --------- | ------------------------ | --------------------------- |
| Сорока Микола Петрович    |      | Партія регіонів      | 7-ме      | 12 грудня 2012           | 27 листопада 2014           |
| Яніцький Василь Петрович  |      | Блок Петра Порошенка | 8-ме      | 27 листопада 2014        | 29 серпня 2019              |
| М'ялик Віктор Ничипорович |      | самовисуванець       | 9-те      | 29 серпня 2019           |                             |

## Результати виборів

### Парламентські

#### 2019
Кандидати-мажоритарники:
- М'ялик Віктор Ничипорович (самовисування)
- Рашовський Володимир Володимирович (Слуга народу)
- Яніцький Василь Петрович (самовисування)
- Войціцька Вікторія Михайлівна (Голос)
- Білик Юрій Романович (Радикальна партія)
- Задорожний Олександр Григорович (Свобода)
- Лозян Олексій Михайлович (Опозиційна платформа — За життя)
- Кирикович Лариса Миколаївна (самовисування)
- Жуковський Адам Адамович (самовисування)
- Бура Олена Вікторівна (самовисування)
- Кирилюк Валентин Володимирович (самовисування)
- Станкевич Віталій Геннадійович (Опозиційний блок)

#### 2014
Кандидати-мажоритарники:
- Яніцький Василь Петрович (Блок Петра Порошенка)
- Ляхович Микола Петрович (Народний фронт)
- М'ялик Віктор Ничипорович (самовисування)
- Берташ Василь Михайлович (самовисування)
- Сухович Віталій Миколайович (самовисування)
- Мелещук Олександр Олександрович (Батьківщина)
- Татусь Вадим Вікторович (самовисування)
- Кирикович Юрій Андрійович (Правий сектор)
- Ширяєв Олександр Сергійович (Радикальна партія)
- Полюхович Анатолій Іванович (самовисування)
- Зубрецька Ніна Олексіївна (Опозиційний блок)
- Берташ Сергій Васильович (самовисування)
- Красько Іван Іванович (Комуністична партія України)
- Качановський Олександр Олександрович (Воля)
- Ткачук Олена Павлівна (самовисування)
- Пехотін Анатолій Федорович (самовисування)
- Невмержицький Віталій Іванович (самовисування)

#### 2012
Кандидати-мажоритарники:
- Сорока Микола Петрович (Партія регіонів)
- Кошин Сергій Мефодійович (Батьківщина)
- Яніцький Василь Петрович (самовисування)
- Кушнір Микола Захарович (УДАР)
- Бобрик Олександр Онуфрійович (Українська народна партія)
- Бурма Віталій Адамович (Комуністична партія України)

## Явка
Явка виборців на окрузі: